# Gusiewo (obwód twerski)
Gusiewo (ros. Гусево) – wieś (dieriewnia) w Rosji, w obwodzie twerskim, w rejonie olenińskim. W 2010 liczyła 203 mieszkańców.